# بیلی مک‌میلان
بیلی مک‌میلان (انگلیسی: Billy MacMillan؛ زادهٔ ۷ مارس ۱۹۴۳) بازیکن هاکی روی یخ اهل کانادا است.
وی همچنین برندهٔ جوایزی همچون جام استنلی شده‌است.